# Platine d'expérimentation
 (mars 2016).
Si vous disposez d'ouvrages ou d'articles de référence ou si vous connaissez des sites web de qualité traitant du thème abordé ici, merci de compléter l'article en donnant les références utiles à sa vérifiabilité et en les liant à la section « Notes et références ».

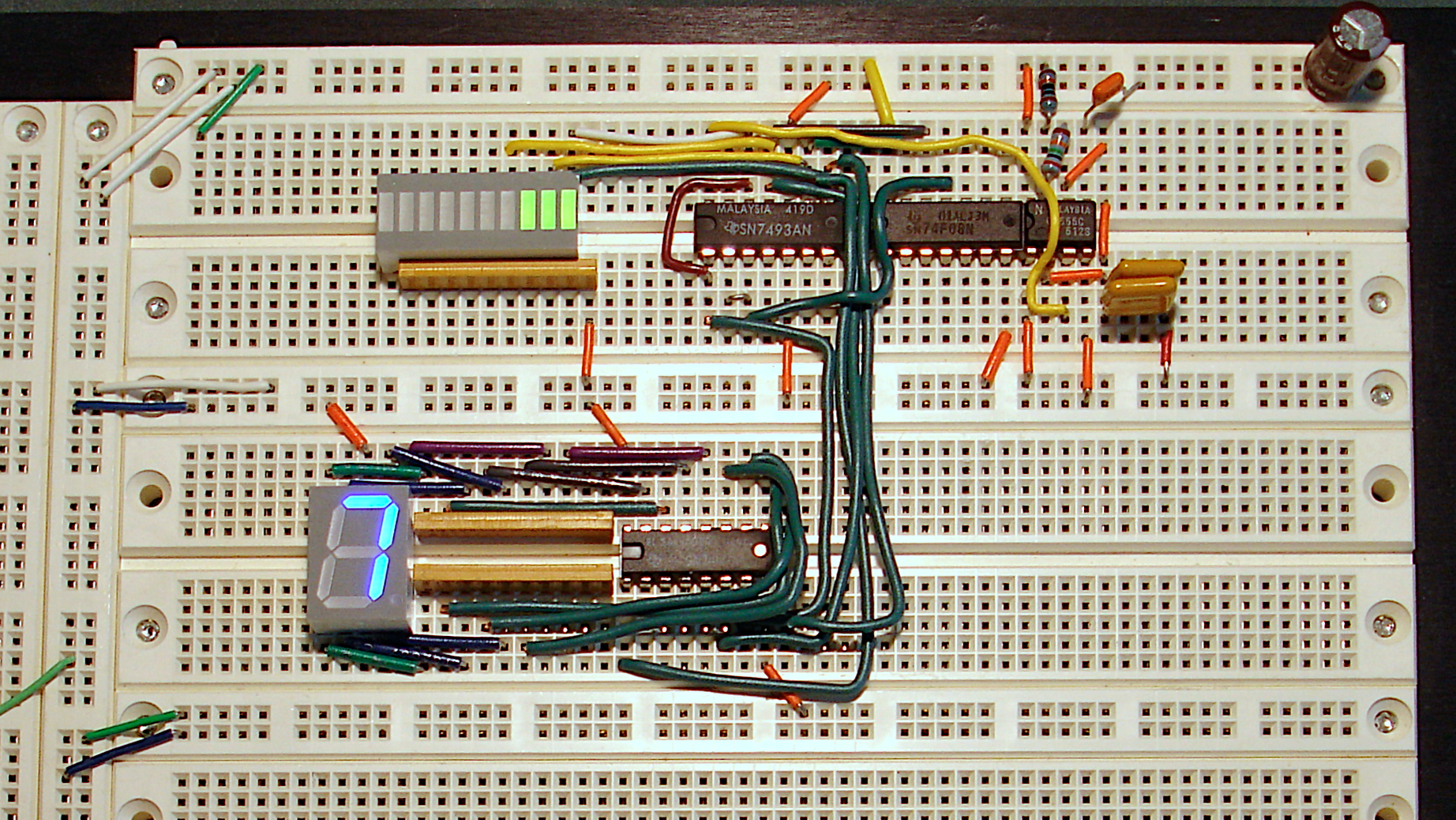
Un compteur binaire câblé sur une grande platine d'expérimentation

Une platine d'expérimentation ou platine de prototypage (appelée en anglais breadboard, solderless breadboard, protoboard, plugboard ou encore Labdec du nom de la marque la plus répandue) est un dispositif qui permet de réaliser le prototype d'un circuit électronique et de le tester. L'avantage de ce système est d'être totalement réutilisable, car il ne nécessite pas de soudure.
Ce dernier point distingue les platines d'expérimentation des veroboards, des perfboards ou des circuits imprimés qui sont, eux, utilisés pour réaliser des prototypes permanents et que l'on sera donc moins à même de démonter.

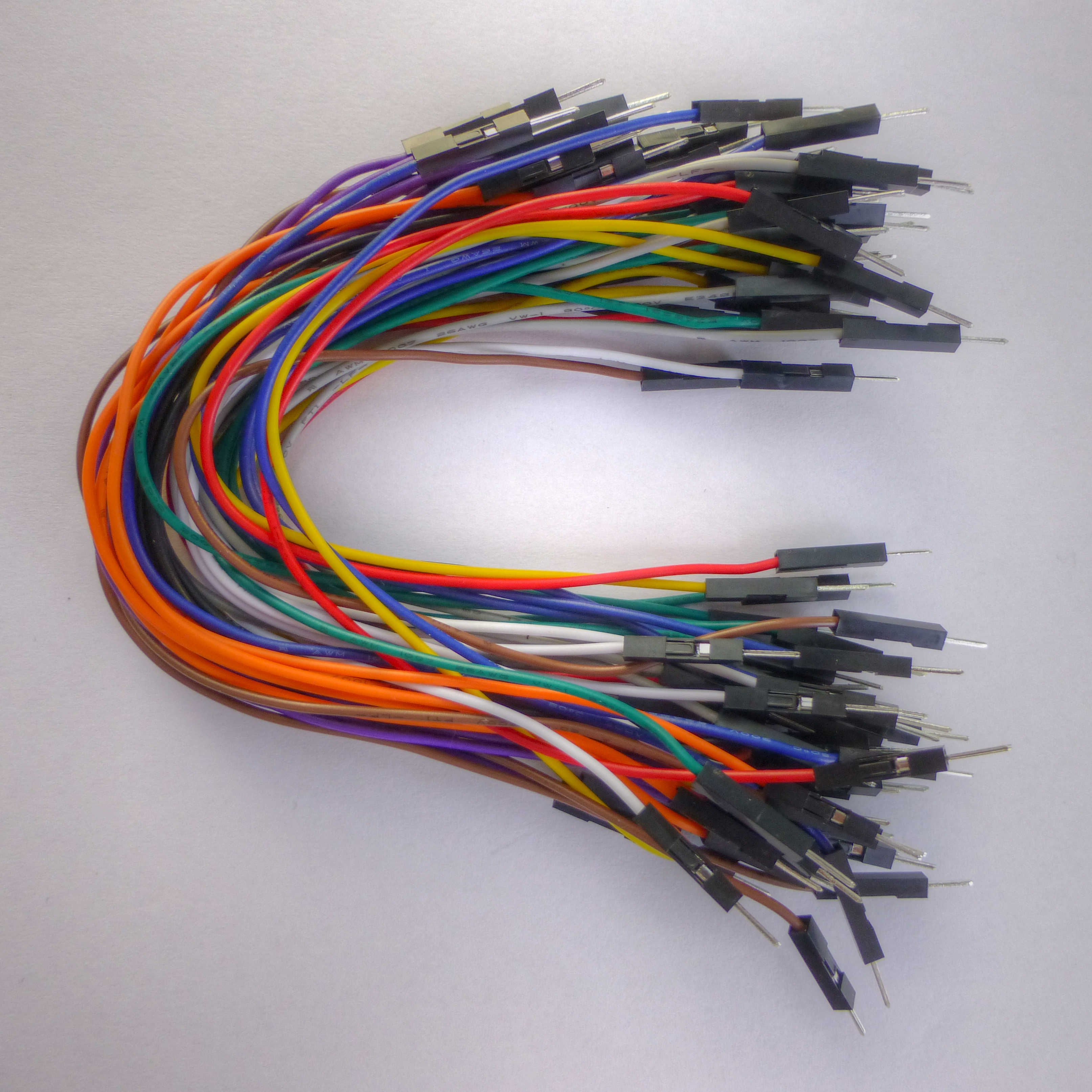
câbles de connexion

On peut de plus câbler sur une platine d'expérimentation une grande variété de composants afin de réaliser des circuits électroniques, du plus simple circuit jusqu'au microprocesseur.

## Breadboard

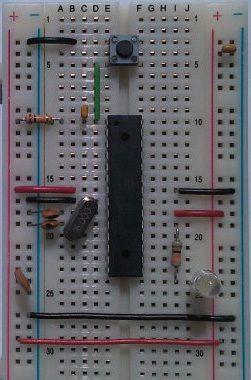
Exemple de breadboard simple et de son utilisation avec des circuits intégrés

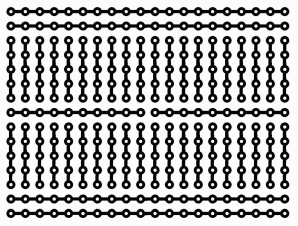
Connexions internes typiques d'une platine d'expérimentation

Les platines d'expérimentation de type breadboard simples comportent généralement deux paires de rangées verticales, + (rouge) et - (bleu), de chaque côté prenant la totalité de la hauteur de la platine, et différentes lignes coupées en 2 en leur milieu. Les circuits intégrés sont généralement insérés au milieu, à cheval entre chacun des deux ensembles de rangées horizontales. Des câbles avec connexions mâle type Dupont, sont également utilisés pour effectuer des connexions entre les différents éléments via les différentes rangées.
Sur les plus grandes platines de montage basées sur des breadboard, on peut trouver différentes breadboard collées les unes aux autres. Elles sont parfois vendues avec un petit circuit d'alimentation.
On trouve dans les logiciels de plans de montage électronique ce type de carte, permettant de faciliter la création, et conservation des plans de montage.

## Origine du mot breadboard

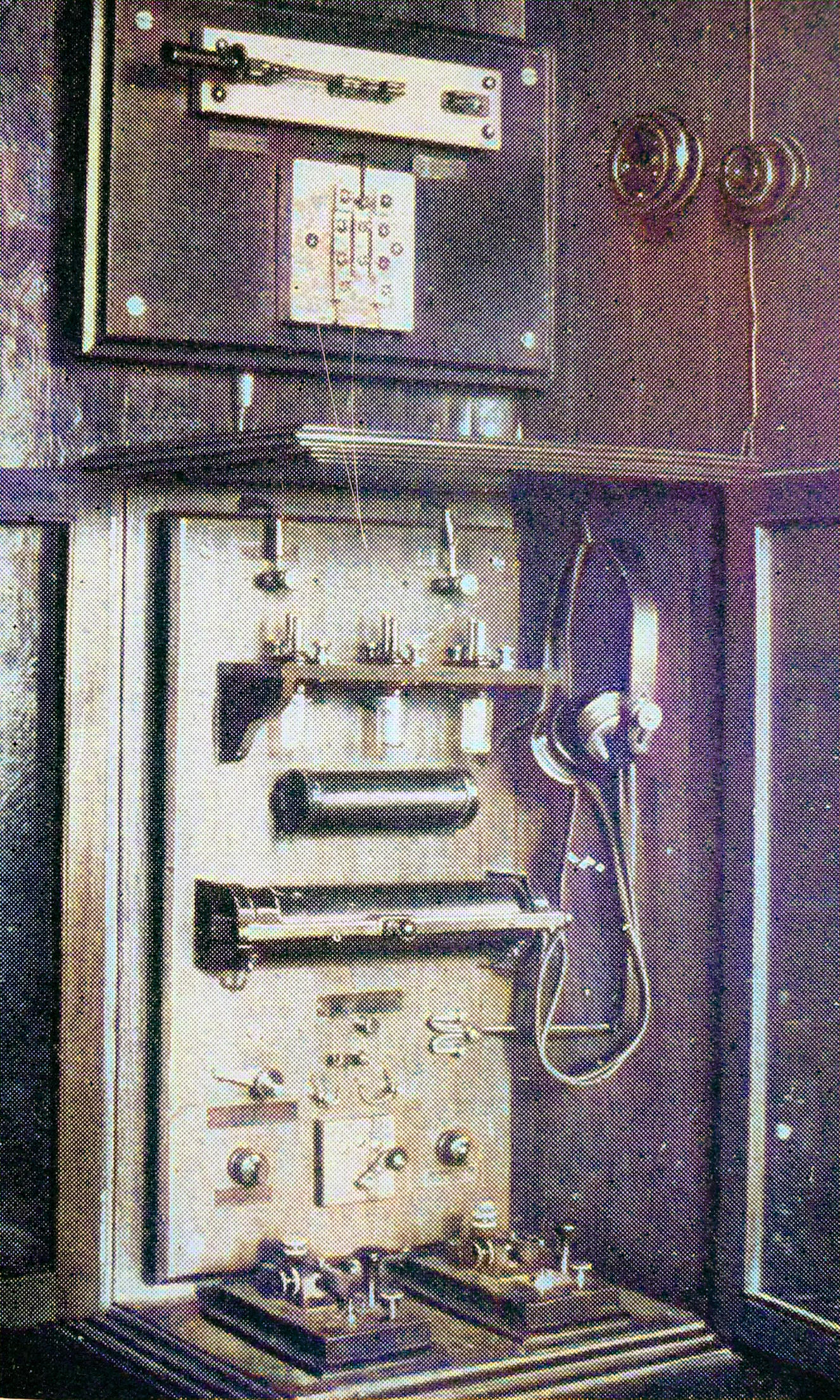
Une des premières stations privées de TSF (de radioamateur).

Dessin d'un exemple de platine d'expérimentation

Les anglophones utilisent le mot breadboard pour désigner les platines d'expérimentation. Ce mot fait référence aux plaques de bois (souvent des planches à pain) utilisées pour concevoir des circuits, sur lesquelles étaient fixés les composants électroniques.
Certains de ces circuits étaient utilisés dans la conception de postes et stations par des radioamateurs.